# ネビュラスレイ
『ネビュラスレイ』（NebulasRay）とは、1994年にナムコ（後のバンダイナムコアミューズメント）からリリースされた業務用縦スクロールシューティングゲームである。3DCGツールでレンダリングされた立体的な陰影を持つキャラクターや、疑似3D演出が特徴。全6ステージ構成。

## 内容
本作は8方向レバーと2ボタン（ショット、ボンバー）で自機「ファイティング・レイ」を操作する体系を取っており、縦画面仕様で、『雷電』に近いオーソドックスな作りである。敵弾は自機狙いが中心になっており、全体的に弾は速く、当たり判定も小さくない。ミス時はその場復活する。
初期状態の自機は非常に遅い。ミスをすると移動速度は初期状態に戻るため、ミス時に放出されるアイテムを回収することもままならず、復活のしにくいゲームであると言える。
使用している基板はリアルタイム3Dグラフィックスの機能を持たないNB-1である。Macでレンダリングしたアニメパターンをスプライトに落とし込むことで、立体感のあるグラフィックスを実現している。同様の手法は同年に発売された任天堂『スーパードンキーコング』（SFC）、セタ『ツインイーグルII』などでも使われていた。
同時期に発売されたタイトーの『レイフォース』がシステム、演出、音楽など様々な面で耳目を集めたため、本作はその陰に隠れてしまった。
家庭用ゲーム機への移植は長らく行われていなかったが、2025年5月15日にアーケードアーカイブスの1タイトルとしてPlayStation 4・Nintendo Switchにて配信された。

## アイテム
一定の場所に現れるアイテムキャリアの役目も果たした敵を破壊することでアイテムが出現し、取得しないでいるとしばらく浮遊したのち画面外に飛び去る。
これにはショットパワーアップ、サブウェポン、スピードアップ、ボンバーの4種類があり、出現するサイクルは決まっている。またショットとサブウェポンについては浮遊しながら一定間隔で色が切り替わる。出現時にどの色であるかはランダムである。
ショット、スピードアップに関してはフルパワー時に取得するとボーナス得点が入る（前者が1000点、後者が5000点）。
ショット、サブウェポン、スピードアップの取得時には無敵時間がある。

### ショットパワーアップ
現在の自機のショット種類と同じものを取得した場合はショットのレベルが1段階パワーアップする（最高5段階）。違うものを取得した場合は種類が切り替わるだけで段階は上がらない。ショットのレベルは時間経過と共に1段階ずつ劣化してしまう為、最高レベルの5段階目の時でも継続して取得していく必要がある。自機が全滅した時にはフルパワーアップのアイテムが出現する。
ウインドショット（緑）
通称『W』。威力の低い広範囲型のショットを発射。初期装備。
グロウショット（黄）
通称『G』。威力の高い集中型のショットを発射。

### サブウェポン
サブウェポンは4種類あり、アイテムを取得すると一定時間有効。時間切れ前には警告音が鳴る。
出現時の色にもよるが、アイテムを泳がせて色が1巡してから取得することで少し後の場面まで有効時間を持っていく事ができる。また、前述のように出現するアイテムの種類は決まったサイクルであるため、アイテムキャリアを逃すことで出現サイクルをずらす事も可能。これによりボス直前にサブウェポンを取得できるように調整するなどの工夫が考えられる。ただしアイテムキャリアを逃すことによりパワーアップやボーナス得点が得られない場合がある。
4種類のうち攻撃型の3つに関しては表示弾数の制限から、離れて撃つと連射が利かず、敵に接近することで強さを発揮する。
赤 - フォーム・レーザー
通称『H』。ホーミングレーザーを発射。威力は中間。
水色 - フォトン・トーピドー
通称『F』。前方に直進する4つのエネルギー弾を発射。威力は低いが範囲は広め。
オレンジ - ライトニング・バースト
通称『L』。円形のエネルギー弾を発射。威力は最も高いが、発射後に弾が急激に縮小するため、攻撃範囲が狭く射程も縦画面比率で半分以下と短い。敵に密着すると非常に強い。ボス戦や固い敵が多い場面で威力を発揮する。
青 - フォース・ディフレクター
通称『D』。自機にシールドが付く。大抵の弾を防げるが、敵の体当たり及びレーザーは防ぐことが出来ない。唯一攻撃系ではないサブ。撃ちこみ点を稼ぎたい時や、弾幕が多い場面を安全に抜けたい場合に有効。

### その他アイテム
スピードアップ
通称『S』。色は青。最大5段階までスピードが上がる。ミスすると初期のスピードに戻る。
ボンバー
通称『B』。色は白。最大8つまでストック可能。使用時は射出から爆発までにタイムラグがある。弾消しは画面全体に及ぶものの無敵時間はない。威力はそこそこある。各ステージのクリア時に残ボム数×10000点がボーナスポイントとして入る。
得点アイテム
このアイテムのみアイテムキャリア役の敵から出現しない。中型以上の地上砲台や戦艦などを破壊すると1つおきに出現する。見た目は球体状で色はオレンジで取得すると3000点。出現すると、一定場所に留まっているものと、浮遊した後に消え去る物の二種類がある。ステージ1～5のクリア時に取得数×3000点がボーナスポイントとして入る。最終ステージのみこのアイテムは一切出現せず、クリア時は代わりに1機につき100000点の残機ボーナスが入る。

## ステージ構成
各ミッション（ステージ）のボス戦では永久パターン防止として制限時間が存在し、その制限時間内に倒せないとボスが逃亡してミッション終了となる。最終ボスに逃げられた場合はエンディングがバッドエンドになってしまう。
ミッション1 宇宙空間～惑星エヴァグレネス上空
大型戦艦から射出される敵は、まだハッチの中にいて見えない射出の瞬間から当たり判定がある。
- ボス：マルス・デア・グランツ
  - レーザー砲と弾幕攻撃に加えて、レーザー砲のエネルギーパックを次々と投下してくる。外周にある4基のレーザー砲の先端は、破壊後にその部分の接触判定も無くなる。

ミッション2 大気圏突入～惑星エヴァグレネス表面
戦車の出現ポイントがある。森林に隠れたまま弾を撃ってくることもある。中型機とザコの複合もある。
- ボス：トイフェルス・ケーファー
  - ブルドーザーを彷彿とさせる巨大な後輪を備えた戦車型ボス。中央には4基のミサイル砲台があり、そのミサイルは撃ち込めるが堅いため、発射されたら避ける必要がある。

ミッション3 壊滅した惑星マリナーク
撃ちもらした隕石の破片が画面外に残っていることがある。隕石は破壊不可の大型の物にも撃ち込み判定が存在する為、撃ち込み点を稼ぐことが可能。体長がひたすらに長く（その分画面外に消えるまでも長い）、弾を三つ同時に撃ってくるアステロイドワームは、その特徴を活かして、消えるか破壊されるまで自機を執拗に追い詰めてくる。
- ボス：ジーク・スロース
  - アステロイドベルト内に設置された要塞型のボス。ボス自体の左右の回転砲台と中央の大型レーザー砲と同時に、浮遊小惑星やレーザー艦との複合攻撃を仕掛けてくる。

ミッション4 惑星サンドヴァン表面
戦車が後ろから出現し、弾も撃ってくる。砂の中から突如出現するサンドワームは当たり判定が分かりにくい。
- ボス：ナース・ホルン
  - アーチ状の地形を通過するとき弾と自機が隠れる。回転型の大型レーザーは、引きつけてから大きく動かずに避ける必要がある。

ミッション5 ワープ～要塞表面
近くに出現する敵や固定砲台が多い。中型戦艦のレーザーとその他の複合もある。この面のみ、BGMが二つ用意されており、それは前半と後半の分け目をも担っている。
- ボス：グロス・ツァウベラー
  - レーザーの間に入ってはいけないが、外でも弾の間が狭い。

ミッション6 要塞内部～脱出
道中の長さはこれまでのミッションより遥かに短い。最終ボスの第2パーツ目は画面端にいてもレーザーが来ることがある。ボスが逃走するまでの時間は第1パーツ目からカウントされている。
- ボス：ルームライヘ・ランツェン
  - フォーム・ジ・デルタ、ライズ・ゼ・シエラ、ジェネ・ジ・ズール、ファイン・ゼ・リマの4種類のパーツで構成されており、これらと順次戦うことになる。

## エクストラステージ
最終ボスを制限時間内に破壊できた場合、スタッフロールの後に母艦から再発進して、残機なし・ボンバーなし（途中で出現もしない）でエクストラステージ「チャレンジングエリア」に突入する（ショットとスピードレベルはそのまま）。背景の星雲の色が変わっている以外、基本的には1面と同じだが、攻撃は激しくなっており敵弾が猛烈に速い。また通常面と異なりアイテムはショットパワーアップとスピードアップ、得点アイテムしか出現せずサブウェポンは出現しない。ボスも1面ボスと同じだがやはり弾が猛烈に速い。これを倒す、もしくはミスをするとゲーム終了となる。なお得点アイテムを取得していたとしても、クリアボーナスは通常面と異なり存在しない。
最終ボスに逃げられた場合はエクストラステージなしでゲーム終了。エンディングもバッドエンドとなり（BGMも異なる）、スタッフロールも流れない。

## 得点について
残機ボーナスや残ボムボーナス、得点アイテム、フルパワー時のパワーアップアイテム等のボーナスはあるが、それ以外は特にボーナスフィーチャーはない。そのため、得点を稼ぐには、ボスのパーツを壊してから倒す、ミサイルを撃たせて落とすなどの地道な作業になる。
撃ち込み点
低威力で弾数の多いウインドショットを使い、かつD(フォース・ディフレクター)以外のサブウェポンは使わず、ボスの弱点以外の部分や大型隕石など、特に壊せないものに弾を当てていくことが重要になる。
得点アイテム
5面後半では中型・大型砲台が大量に出現するが通過速度が速いため、1つおきに出現する得点アイテムを意識したパターンを組む必要がある。4面前半の地上物も通過速度が速いので同様。

## 音楽
福澤正洋（ちぁーりー）、石川隆之（イシカバン）による作曲。なお、クレジット音にはこの頃からナムコのアーケードゲームでよく使われるようになったランダム要素がある。サントラに入っているのと同じ音が出るとは限らない。
音盤への収録
- ビクター音産「ナムコ・ゲームサウンド・エクスプレス Vol.13」（オリジナルバージョン）

## 移植版
| No. | タイトル       | 発売日        | 対応機種                      | 開発元               | 発売元     | メディア                                | 備考 | 出典        |
| --- | -------------- | ------------- | ----------------------------- | -------------------- | ---------- | --------------------------------------- | ---- | ----------- |
| 1   | ネビュラスレイ | 2025年5月15日 | PlayStation 4 Nintendo Switch | ハムスター(移植担当) | ハムスター | ダウンロード （アーケードアーカイブス） |      | [ 2 ] [ 3 ] |

アーケードアーカイブス版
家庭用初移植。「こだわり設定」にて1P側コントローラーで2P側機体を使用する事ができる。

## 反響
本作はゲームマシン471号のランキング「Game Machine's Best Hit Games 25」のテーブル型TVゲーム機部門にて8位にランクインした。